# Conterminazione lagunare

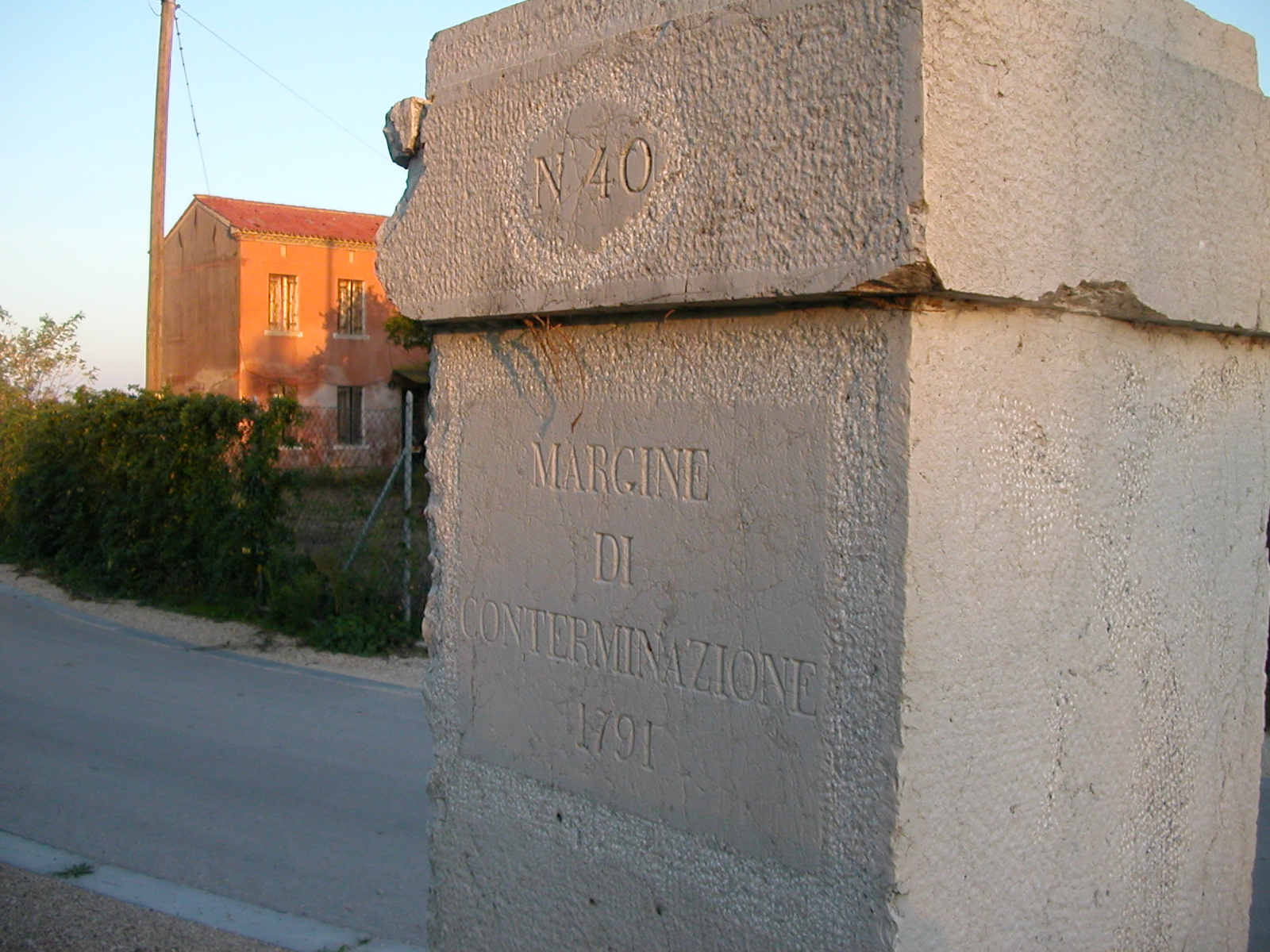
Cippo numero 40 (Sant'Erasmo)

Con l'espressione conterminazione lagunare si indicano i confini della Laguna di Venezia, così come stabiliti a suo tempo dalla Repubblica Serenissima: la conterminazione era contrassegnata ovunque lungo i margini della laguna attraverso una serie di cippi in cotto nel 1610. Nell'Ottocento parte di essi furono sostituiti con altri in pietra d'Istria, o, successivamente, anche in cemento. I decreti della Repubblica stabilivano gravissime pene per chi avesse violato la conterminazione edificando all'interno delle lagune o sottraendo spazi alle acque. Su molti degli antichi cippi ancor oggi visibili compare l'espressione arrecar detrimento all'acque, nella convinzione che le stesse rappresentassero le mura e la difesa della città, ma anche lasciar entrare maggior acqua dolce che poteva portar "mal aria". 
La potestà sull'irreggimentazione delle acque e il loro governo era affidata al Magistrato alle Acque.